# Bertalan evangéliuma
Bertalan evangéliuma Jézus Krisztus szenvedéseivel foglalkozó apokrif irat. Keletkezési ideje az 1. század, alapanyaga Kr.u. 33-ra nyúlik vissza.
Megjegyzendő, hogy Bertalan apostolhoz állítólagos evangéliumán kívül nagy mennyiségű görög, latin, ószláv töredék és kopt apokrif szöveg fűződik. A kopt töredékek között szerepel egy Jézus feltámadásáról szóló mű is. A szövegeknek egymáshoz, és az apostolhoz való viszonyuk nem tisztázott.